# Episodi di Murphy Brown (settima stagione)
La settima stagione della serie televisiva Murphy Brown è stata trasmessa in anteprima negli Stati Uniti d'America dalla CBS tra il 19 settembre 1994 e il 22 maggio 1995.
| nº | Titolo originale                   | Titolo italiano | Prima TV USA      | Prima TV Italia |
| -- | ---------------------------------- | --------------- | ----------------- | --------------- |
| 1  | Brown vs. the Board of Education   |                 | 19 settembre 1994 |                 |
| 2  | Where Have You Gone, Joe DiMaggio? |                 | 26 settembre 1994 |                 |
| 3  | Loose Affiliations                 |                 | 3 ottobre 1994    |                 |
| 4  | Be Careful What You Wish For       |                 | 10 ottobre 1994   |                 |
| 5  | Burger, She Wrote                  |                 | 17 ottobre 1994   |                 |
| 6  | Humboldt IV: Judgment Day          |                 | 24 ottobre 1994   |                 |
| 7  | Frank Cuts Loose                   |                 | 31 ottobre 1994   |                 |
| 8  | Reporters Make Strange Bedfellows  |                 | 7 novembre 1994   |                 |
| 9  | Prelude to a Kiss                  |                 | 14 novembre 1994  |                 |
| 10 | Bye Bye Bernecky                   |                 | 21 novembre 1994  |                 |
| 11 | The Secret Life of Jim Dial        |                 | 28 novembre 1994  |                 |
| 12 | Brown in Toyland                   |                 | 12 dicembre 1994  |                 |
| 13 | The Best and Not-So-Brightest      |                 | 2 gennaio 1995    |                 |
| 14 | Rumble in the Alley                |                 | 9 gennaio 1995    |                 |
| 15 | Requiem for a Crew Guy             |                 | 16 gennaio 1995   |                 |
| 16 | I Want My MTV-Jay                  |                 | 23 gennaio 1995   |                 |
| 17 | Specific Overtures                 |                 | 6 febbraio 1995   |                 |
| 18 | A Rat's Tale                       |                 | 13 febbraio 1995  |                 |
| 19 | It's Miller Time                   |                 | 20 febbraio 1995  |                 |
| 20 | McGovern: Unclothed                |                 | 27 febbraio 1995  |                 |
| 21 | The Good Nephew                    |                 | 13 marzo 1995     |                 |
| 22 | FYI of the Hurricane               |                 | 20 marzo 1995     |                 |
| 23 | Model Relationships                |                 | 8 maggio 1995     |                 |
| 24 | Make Room for Daddy                |                 | 15 maggio 1995    |                 |
| 25 | Retrospective (Part 1)             |                 | 22 maggio 1995    |                 |
| 26 | Retrospective (Part 2)             |                 | 22 maggio 1995    |                 |